# The Merry Christmas Album
The Merry Christmas Album è un album in studio natalizio del cantante statunitense James Brown, pubblicato nel 1999.

## Tracce
1. Sleigh Ride – 3:06
2. Clean for Christmas – 3:15
3. Spread Love – 4:14
4. Not Just Another Holiday – 3:27
5. Mom & Dad – 4:31
6. Christmas Is for Everyone – 3:47
7. God Gave Me This – 6:20
8. A Gift – 3:51
9. Reindeer on the Rooftop – 4:21
10. Funky Christmas Millennium – 4:04
11. Don't Forget the Poor at Christmas – 4:21